# Babi
Babi var en egyptisk dæmon af mørket.
I følge dødebogsteksterne er det et skrækindjagende uhyre, der forsøgte at æde de døde ved dommen i underverdenen. Babi menes at være den samme som Seth.
 Der er for få eller ingen kildehenvisninger i denne artikel, hvilket er et problem. Du kan hjælpe ved at angive troværdige kilder til de påstande, som fremføres i artiklen.

| Mytologi | Spire Denne artikel om mytologi er en spire som bør udbygges. Du er velkommen til at hjælpe Wikipedia ved at udvide den. |